# Bodil
Bodil er et dansk pigenavn, som fortrinsvis bliver brugt som fornavn. Bodil stammer fra norrønt Bóthildr, dannet af bót (= forbedring, bod, som i "bod og bedring") og hildr (= kamp).
En variant af navnet er Boel. De to navne bæres af i alt næsten 15.000 danskere ifølge Danmarks Statistik
Af Bodil er afledt navnet Bolette.

## Kendte personer med navnet
- Bodil, dansk dronning til Erik Ejegod.
- Bodil Nyboe Andersen, bestyrelsesformand for Københavns Universitet og direktør for Dansk Røde Kors.
- Bodil Bech, dansk forfatter.
- Bodil Bredsdorff, dansk børnebogsforfatter.
- Bodil Heister, dansk musiker og komponist.
- Bodil Ipsen, dansk skuespillerinde og filminstruktør.
- Bodil Jönsson, svensk fysiker og forfatter.
- Bodil Jørgensen, dansk skuespillerinde.
- Boel Jørgensen, svensk-dansk sociolog og tidligere rektor for RUC, samt 1989-93 chef for Det kgl. Teater.
- Bodil Kjer, dansk skuespillerinde.
- Bodil Koch, dansk politiker og minister.
- Bodil Kornbek, dansk politiker.
- Bodil Lindorff, dansk skuespillerinde.
- Bodil Miller, dansk skuespillerinde.
- Bodil Trille Nielsen, dansk forfatter og musiker (kendt som Trille).
- Bodil Sangill, dansk skuespillerinde.
- Bodil Steen, dansk skuespillerinde.
- Bodil Udsen, dansk skuespillerinde.

## Navnet anvendt i fiktion
- Bodil Hansen er den socialrådgiver, der i Olsen-banden på spanden forsøger at resocialisere Egon Olsen. Hun spilles af Ghita Nørby.
- Bodil er titlen på en roman fra 1908 af Cornelia Levetzow.

## Andre anvendelser
- Bodilprisen er en dansk filmpris, opkaldt efter Bodil Ipsen og Bodil Kjer.
- Bodilsker er en lille by på Bornholm. Den er dog opkaldt efter Sankt Budolf.
- Elefanten "Bodil Kjer" følger trofast Lille Per i Far til fire-filmene.
- Stormen Bodil, som ramte det nordvestlige Europa i december 2013.[5]